# 1025 (szám)
Az 1025 (római számmal: MXXV) egy természetes szám.

## A szám a matematikában
A tízes számrendszerbeli 1025-ös a kettes számrendszerben 10000000001, a nyolcas számrendszerben 2001, a tizenhatos számrendszerben 401 alakban írható fel.
Az 1025 páratlan szám, összetett szám. Kanonikus alakja 52 · 411, normálalakban az 1,025 · 103 szorzattal írható fel. Hat osztója van a természetes számok halmazán, ezek növekvő sorrendben: 1, 5, 25, 41, 205 és 1025.
Huszonkét szám valódiosztó-összegeként áll elő, melyek közül a legkisebb 3063.

## Csillagászat
- 1025 Riema kisbolygó